# Crack a Bottle
«Crack a Bottle» — хип-хоп-песня рэперов Эминема, Dr. Dre и 50 Cent с альбома Эминема Relapse. 12 февраля 2009, в первую же неделю продаж, был побит рекорд платных скачиваний, который остановился на цифре в 418 000 загрузок, превысив предыдущий рекорд, песни «Live Your Life» T.I. и Rihanna. Этот рекорд был побит на следующей неделе песней «Right Round» рэпера Flo Rida.
Песня завоевала премию Грэмми в номинации «Лучшее рэп-исполнение дуэтом или группой» на 52-й премии Грэмми.

## История
О песне «Crack a Bottle» стало известно в декабре 2008, когда незаконченная версия песни была включена в микстейп 4th Quarter Pressure Part 2 под названием «Number One», в то время как полная версия трека вышла 6 января 2009. Различные информационные агентства сообщали, что эта песня должна была стать первым синглом с альбома Эминема Relapse, однако, Italian branch of Universal Music Group, владелец Interscope Records, позже стал отрицать это, заявляя, что «Crack a Bottle», является лишь промозаписью. Несмотря на все это, песня была выпущена 2 февраля 2009, и стала доступной для платной цифровой загрузки. 50 Cent, заявил, что песня будет включена в его альбом Before I Self Destruct. Согласно предположениям Danielle Harling с веб-сайта HipHopDX—a, специалиста по освещению хип-хоп музыки — песня будет в конечном счете присутствовать и на Relapse и на Before I Self Destruct,, в то время как напротив, Даниэль Крепс из Rolling Stone заявлял, что он все ещё неуверен в том, на каком альбоме окажется эта песня. Несмотря на беспорядок, Universal в конечном счете, объявил, что «Crack a Bottle», будет включен в Relapse, хотя не надо считать эту песню первым синглом с альбома.

## Музыкальное видео
На песню был снят видеоклип, основная концепция которого строилась на сочетании трёх уникальных стилей каждого из участников записи. В клипе сначала появляется бомж, тянущийся к бутылке. Неожиданно бутылка раскрывается на манер кукольного домика. Когда начинается куплет, камера приближается к той или иной «комнатке», где находится «сконцентрированный» стиль каждого из рэперов — у Эминема это тюремная камера с раздваивающимся заключённым (внешний вид напоминает видео 50 Cent — I'll Still Kill), у Дре это салон, где делают татуировки, у 50 Cent — ночной клуб. В финале бутылка складывается обратно, и бомж разбивает её. Оказывается, что она пуста.
Также данный клип демонстрируется по телевизору в музыкальном видео «3 A.M.».

## Список композиций
Цифровая дистрибуция
| №  | Название                                      | Автор(ы)                                                                       | Продюсер(ы) | Длительность |
| -- | --------------------------------------------- | ------------------------------------------------------------------------------ | ----------- | ------------ |
| 1. | «Crack a Bottle» (вместе с Dr. Dre и 50 Cent) | M. Mathers, C. Jackson, A. Young, M. Batson, D. Parker, T. Lawrence, J. Renard | Dr. Dre     | 5:14         |

## Музыкальный персонал
- Эрик «Иисус» Кумес — бас-гитара
- Марк Бэтсон — клавишные
- Дауни Паркер — клавишные

Также в основу инструментала положена музыкальная композиция Mike Brant — Mais dans la Lumiere.

## Чарты
| Чарт (2009)                          | Высш. позиция |
| ------------------------------------ | ------------- |
| Australian ARIA Singles Chart        | 18            |
| Austrian Singles Chart               | 41            |
| Belgian Singles Chart (Фландрия)     | 39            |
| Canadian Hot 100                     | 1             |
| Danish Singles Chart                 | 28            |
| Dutch Mega Single Top 100            | 54            |
| Irish Singles Chart                  | 6             |
| New Zealand RIANZ Singles Chart      | 6             |
| Norwegian Singles Chart              | 5             |
| Swedish Singles Chart                | 9             |
| Swiss Singles Charts                 | 3             |
| Turkey Top 20 Chart                  | 4             |
| UK Singles Chart                     | 3             |
| UK R&B Chart                         | 1             |
| U.S. Billboard Hot 100               | 1             |
| U.S. Billboard Hot R&B/Hip-Hop Songs | 60            |
| U.S. Billboard Hot Rap Tracks        | 4             |
| U.S. Billboard Pop 100               | 1             |